# الجائزة العالمية للرواية العربية (2021)
الجائزة العالمية للرواية العربية لعام 2021، هي الدورة الرابعة عشرة من الجائزة العالمية للرواية العربية، أعلن عن قائمتها الطويلة في 1 مارس 2021، والقائمة القصيرة في 29 مارس 2021، وذلك بعد قراءة ومناقشة مستفيضة لقائمة طويلة من الروايات المشاركة، التي زادت على 121 رواية منشورة باللغة العربية، ينتمي كتابها إلى 11 بلدًا عربيًا، ومنحت الجائزة في 25 مايو 2021 لرواية دفاتر الوراق للروائي الأردني جلال برجس.

## تفاصيل
أُعلن يوم الاثنين، 1 مارس 2021، عن القائمة الطويلة للروايات المرشّحة لنيل الجائزة لعام 2021، وضمت القائمة 16 رواية أختيرت من بين 121 رواية، ينتمي كتابها إلى 11 بلدًا عربيًّا، نُشرت في الفترة ما بين الأوّل من تموز/يوليو 2019 والآخر من آب/أغسطس 2020، وقد وصلت إلى القائمة الطويلة روايات لأربع كاتبات بزيادة كاتبة عن القائمة الطويلة لعام 2020 التي ضمّت ثلاث كاتبات فقط، في حين سجلت القائمة الطويلة لعام 2019 تسع كاتبات، في أعلى حصيلة من الكاتبات وهو رقم لم يُكسر منذ تلك الدورة. تتراوح أعمار الكُتّاب في دورة 2021 ما بين 31 و75 عامًا.
أُختيرت القائمة الطويلة من قبل لجنة تحكيم مكوّنة من خمسة أعضاء، برئاسة شوقي بزيع وهو شاعر وكاتب لبناني، وعضوية كل من: صفاء جبران (أكاديمية لبنانية، تشغل منصب أستاذة اللغة العربية والأدب العربي الحديث في جامعة ساو باولو، البرازيل)، عائشة سلطان (كاتبة وصحافية إماراتية)، علي المقري (كاتب يمني وصل مرتين إلى القائمة الطويلة للجائزة) محمد آيت حنا (كاتب ومترجم مغربي).
من بين قائمة الروائيين الستة عشر الذين وصلت أعمالهم إلى القائمة الطويلة، ثمة العديد من الأسماء المألوفة، من بينهم ثلاثة كتّاب سبق أن وصلوا إلى القائمة القصيرة للجائزة، هم: الحبيب السالمي (عن رواية «روائح ماري كلير في 2009 و»نساء البساتين في 2012)، منصورة عز الدين (عن رواية «وراء الفردوس» في 2010)، إضافة إلى ثلاثة كتّاب لم تتجاوز أعمالهم القائمة الطويلة وهم: جلال برجس (عن رواية «سيدات الحواس الخمس» في 2019)، حامد الناظر (عن رواية «نبوءة السقا» في 2016 ورواية «الطاووس الأسود» في 2018)، ومحسن الرملي (عن رواية «تمر الأصابع» في 2010 ورواية «حدائق الرئيس» في 2013).
هذا وشهدت دورة العام 2021 وصول عشرة كتاب للمرة الأولى إلى القائمة الطويلة وهم: أحمد زين، أميرة غنيم، دنيا ميخائيل، سارة النمس، عباس بيضون، عبد اللطيف ولد عبد الله، عبد الله آل عياف، عبد المجيد سباطة، عبد الله البصيص وعمارة لخوص.
يأتي كتّاب القائمة الطويلة من الأردن، تونس، الجزائر، السعودية، السودان، العراق، الكويت، لبنان، مصر، المغرب واليمن، وبدت حصة المغرب العربي منها سبع روايات، تحديدًا ثلاث روايات للجزائر، واثنتان لكل من تونس والمغرب.
وكانت لجنة تحكيم الجائزة العالمية للرواية العربية لعام 2020، قد كشفت عن القائمة القصيرة يوم الاثنين 29 مارس 2021، وذلك خلال مؤتمر صحفي بُث عبر الحساب الرسمي للجائزة على موقع التواصل الاجتماعي فيسبوك، حيث كشف شوقي بزيع، رئيس لجنة التحكيم، عن الروايات المرشحة بحضور منسقة الجائزة، فلور مونتانارو. كما عقد مؤتمر صحفي بُعيد الإعلان عن القائمة القصيرة، شارك فيه كل من شوقي بزيع وفلور مونتانارو وياسر سليمان، رئيس مجلس أمناء الجائزة، وأعضاء لجنة التحكيم.
تتضمن القائمة القصيرة لدورة الجائزة الرابعة عشرة نخبة من الكُتّاب تتراوح أعمارهم ما بين 31 و70 عامًا، ينتمون إلى كل من الأردن، تونس، الجزائر، العراق والمغرب. وقد وصل إلى القائمة القصيرة لهذا العام كاتبان سبق لهما أن ترشحا للجائزة (راجع البيانات أعلاه)، إضافة إلى أربعة كتاب يصلون للمرة الأولى للقائمين الطويلة والقصيرة، وهم كل من عبد المجيد سباطة، وعبد اللطيف ولد عبد الله، وأميرة غنيم، ودنيا ميخائيل.
حدّدت لجنة التحكيم لهذه الدورة تاريخ 25 مايو 2021 للإعلان عن الرواية الفائزة بالجائزة العالمية للرواية العربية في دورتها الرابعة عشرة، وقد أقامت فعالية افتراضية بُثت عبر الإنترنت بسبب جائحة فيروس كورونا، ليُعلن شوقي بزيع رئيس لجنة التحكيم في اليوم المحدد فوز رواية (دفاتر الوراق لجلال برجس) بالجائزة، والتي حصل جلال برجس بموجبها على جائزة نقدية بلغت قيمتها 50 ألف دولار أمريكي، بالإضافة إلى تمويل ترجمة روايته إلى اللغة الإنجليزية.
وتتألف القائمة الطويلة والقصيرة من الروايات التالية، وهي مُدرجة حسب الترتيب الأبجدي للعناوين:
القائمة القصيرة:
| - الاشتياق إلى الجارة (الحبيب السالمي) - دفاتر الوراق (جلال برجس) - عين حمورابي (عبد اللطيف ولد عبد الله) | - الملف 42 (عبد المجيد سباطة) - نازلة دار الأكابر (أميرة غنيم) - وشم الطائر (دنيا ميخائيل) |

القائمة الطويلة:
| - بساتين البصرة (منصورة عز الدين) - بنت دجلة (محسن الرملي) - جيم (سارة النمس) - حفرة إلى السماء (عبد الله آل عياف) - حياة الفراشات (يوسف فاضل) | - طير الليل (عمارة لخوص) - علب الرغبة (عباس بيضون) - عينان خضراوان (حامد الناظر) - فاكهة للغربان (أحمد زين) - قاف قاتل، سين سعيد (عبد الله البصيص) |